# John Dovi
John Dovi (* 2. Januar 1973 in Saint-Maurice-le-Girard, Region Pays de la Loire) ist ein ehemaliger französischer Amateurboxer im Halbschwergewicht. Der siebenfache Französische Meister wurde 1999 Vizeweltmeister, Olympiateilnehmer 2000, Bronzemedaillengewinner der Weltmeisterschaft 2001 und Vizeeuropameister 2002.

## Boxkarriere
John Dovi war während seiner Wettkampfkarriere rund 1,81 m groß und trainierte beim CSL Aulnay-sous-Bois. Er wurde von 1999 bis 2005, sieben Mal in Folge Französischer Meister im Halbschwergewicht.
1998 verpasste er nur knapp eine Bronzemedaille bei den 4. Goodwill Games in New York City, nachdem er im Viertelfinale gegen Jewgeni Makarenko unterlag. 1999 nahm er an den 10. Weltmeisterschaften in Houston teil, wo er die Silbermedaille erkämpfte. Er hatte dabei Claudiu Rasco aus Rumänien, Gurcharan Singh aus Indien und Alexei Trofimow aus der Ukraine geschlagen. Im Finale traf er auf den US-amerikanischen Lokalmatador Michael Simms und boxte gegen diesen Unentschieden (3:3), jedoch wurde Simms durch Hilfspunkte der Kampfrichter zum Sieger erklärt.
Bei den 33. Europameisterschaften 2000 in Tampere blieb er medaillenlos, da er im Viertelfinale gegen Ali Ismailow aus Aserbaidschan ein Unentschieden boxte (4:4) und Ismailow durch Hilfspunkte weiterkam. Bei einem Länderkampf gegen Bulgarien, besiegte er zudem Kubrat Pulew. Durch seinen zweiten Platz bei der WM in Houston, hatte er sich jedoch für die 27. Olympischen Sommerspiele 2000 in Sydney qualifiziert. Dort schlug er in der Vorrunde Shawn Terry Cox aus Barbados und im Achtelfinale Alexei Katulewski aus Kirgisistan, verlor jedoch im Viertelfinale knapp gegen Alexander Lebsjak aus Russland (11:13).
Die 11. Weltmeisterschaften in Belfast, beendete er mit einer Bronzemedaille. Nach Siegen gegen DeAndrey Abron aus den USA, Artak Malumjan aus Armenien und Alan Reynolds aus Irland, musste er sich erst im Halbfinale Jewgeni Makarenko aus Russland geschlagen geben.
Im Juni 2002 gewann er das 4-Nationen-Turnier in Laval, wobei er im Halbfinale Jacob Garretson aus den USA und im Finale den Deutschen Tino Gross besiegte. Einen Monat später startete er bei den 34. Europameisterschaften in Perm, wo er durch Siege gegen Tino Gross, Aleksy Kuziemski aus Polen und Viktor Perun aus der Ukraine erneut ins Finale vordrang, wo er gegen Michail Gala aus Russland unterlag.
Im Juni 2003 folgte eine Bronzemedaille bei den 1. EU-Meisterschaften in Straßburg, nachdem er Clemente Russo aus Italien geschlagen hatte und im Halbfinale gegen Kenneth Egan aus Irland (19:19) wieder durch Hilfspunktwertung verlor. Kenneth Egan besiegte er jedoch noch im Oktober selben Jahres bei einem Länderkampf. 2005 nahm er schließlich noch an den 13. Weltmeisterschaften in Mianyang teil, unterlag jedoch bereits in der zweiten Vorrunde gegen Jegor Mechonzew aus Russland.